# José Albuquerque
José Albuquerque (né le 20 septembre 1916 à Quinta da Moita et mort le 5 janvier 1963 dans le même lieu) est un ancien coureur cycliste portugais. Surnommé la "Faísca", il a remporté à deux reprises le classement général du Tour du Portugal,.

## Palmarès
- 1938
  - Tour du Portugal :
    - Classement général
    - 9e étape
- 1939
  - 7ea, 8eb et 15eb étapes du Tour du Portugal
- 1940
  - Tour du Portugal :
    - Classement général
    - 6eb et 9e étapes

  - 2e de Porto-Lisbonne
- 1941
  - 6e, 7e, 9eb, 11e et 13eb étapes du Tour du Portugal
  - 2e du championnat du Portugal sur route

## Distinctions
- Cycliste de l'année du CycloLusitano : 1938 et 1940